# Podismodes
Podismodes is een geslacht van rechtvleugeligen uit de familie veldsprinkhanen (Acrididae). De wetenschappelijke naam van dit geslacht is voor het eerst geldig gepubliceerd in 1939 door Ramme.

## Soorten
Het geslacht Podismodes  is monotypisch en omvat slechts de volgende soort:
- Podismodes melli (Ramme, 1939)